# إدارة السجلات الرقمية
إدارة السجلات الرقمية هي عملية تشمل إنشاء بيانات السجل، نقلها، تخزينها، الوصول إليها، والتخلص منها. تتألف بيانات السجل (السجلات) من إدخالات، حيث يحتوي كل إدخال على معلومات تتعلق بحدث معين يحدث داخل الأصول الرقمية للمؤسسة، بما في ذلك المنصات المادية، الافتراضية، الشبكات، الخدمات، وبيئات السحابة.
تنقسم عملية إدارة السجل عمومًا إلى:
- جمع السجلات - عملية التقاط البيانات الفعلية من ملفات السجل، وتدفق إخراج التطبيق القياسي ( stdout )، ومقبس الشبكة وغيرها من المصادر.
- تجميع السجلات (المركزية) - عملية وضع كل بيانات السجل معًا في مكان واحد من أجل إجراء المزيد من التحليل و/أو الاحتفاظ بها.
- تخزين السجلات والاحتفاظ بها - عملية التعامل مع كميات كبيرة من بيانات السجلات وفقًا لسياسات الشركة أو السياسات التنظيمية (الامتثال).
- تحليل السجل - عملية تساعد فريق العمليات والأمان على التعامل مع مشكلات أداء النظام وحوادث الأمان

## ملخص
العوامل الأساسية لتنفيذ إدارة السجلات هي مخاوف الأمان،  وعمليات النظام والشبكة (مثل إدارة النظام أو الشبكة ) والامتثال التنظيمي. يتم إنشاء السجلات بواسطة كل جهاز حاسوب تقريبًا، ويمكن توجيهها في كثير من الأحيان إلى مواقع مختلفة سواء على نظام ملفات محلي أو نظام بعيد.
إن التحليل الفعال لكميات كبيرة من السجلات المتنوعة قد يشكل العديد من التحديات، مثل:
- الحجم: يمكن أن تصل بيانات السجل إلى مئات الجيجابايت من البيانات يوميًا بالنسبة للمؤسسة الكبيرة. إن جمع البيانات وتجميعها وتخزينها بهذا الحجم قد يكون أمرًا صعبًا.
- التطبيع: يتم إنتاج السجلات بتنسيقات متعددة. تم تصميم عملية التطبيع لتوفير مخرجات مشتركة للتحليل من مصادر متنوعة.
- السرعة: يمكن للسرعة التي يتم بها إنتاج السجلات من الأجهزة أن تجعل عملية التجميع والتجميع صعبة
- الحقيقة: قد لا تكون أحداث السجل دقيقة. يُعد هذا أمرًا إشكاليًا بشكل خاص بالنسبة للأنظمة التي تقوم بالكشف، مثل أنظمة اكتشاف التطفل .

يمكن للمستخدمين والمستخدمين المحتملين في إدارة السجلات شراء أدوات تجارية متكاملة، أو إنشاء أدواتهم الخاصة لإدارة السجلات والاستخبارات من خلال تجميع الوظائف من مكونات مفتوحة المصدر المختلفة، أو الحصول على أنظمة فرعية من البائعين التجاريين. تُعتبر إدارة السجلات عملية معقدة، وغالبًا ما ترتكب المنظمات أخطاء أثناء التعامل معها.
يمكن أن يسهم التسجيل في توفير معلومات تقنية قابلة للاستخدام لصيانة التطبيقات أو مواقع الويب. يمكن أن يخدم:
- لتحديد ما إذا كان الخطأ المبلغ عنه هو خطأ فعليًا
- للمساعدة في تحليل الأخطاء وإعادة إنتاجها وحلها
- للمساعدة في اختبار الميزات الجديدة في مرحلة التطوير

## مصطلحات
تم تقديم اقتراحات لتعديل تعريف التسجيل[مِن قِبَل مَن؟]
، حيث سيؤدي هذا التغيير إلى جعل الأمور أكثر وضوحًا وسهولة في الصيانة:
- سيتم تعريف التسجيل بعد ذلك على أنه كل البيانات التي يمكن التخلص منها على الفور في العملية الفنية لتطبيق أو موقع ويب، حيث يمثل البيانات ومدخلات المستخدم ويقوم بمعالجتها.
- وبالتالي، فإن التدقيق سوف يتضمن بيانات لا يمكن التخلص منها على الفور. بعبارة أخرى: البيانات التي يتم تجميعها في عملية التدقيق، يتم تخزينها بشكل مستمر، ويتم حمايتها بواسطة أنظمة الترخيص، ومرتبطة دائمًا ببعض المتطلبات الوظيفية للمستخدم النهائي.

## دورة حياة النشر
يمكن أن يُستخدم تقييم نضج المنظمة في مجال نشر أدوات إدارة السجلات من خلال مستويات متتالية مثل:
1. في المراحل الأولية، تستخدم المؤسسات محللات سجلات مختلفة لتحليل السجلات في الأجهزة الموجودة على محيط الأمان. وتهدف هذه الدراسات إلى تحديد أنماط الهجوم على البنية التحتية المحيطية للمنظمة.
2. مع زيادة استخدام الحوسبة المتكاملة، تفرض المؤسسات السجلات لتحديد الوصول إلى البيانات السرية واستخدامها ضمن محيط الأمان.
3. في المستوى التالي من النضج، يمكن لمحلل السجلات تتبع ومراقبة أداء وتوافر الأنظمة على مستوى المؤسسة - وخاصة تلك الأصول المعلوماتية التي تعتبر المنظمات توافرها أمرًا حيويًا.
4. تقوم المؤسسات بدمج سجلات تطبيقات الأعمال المختلفة في مدير سجلات المؤسسة للحصول على قيمة أفضل.
5. تقوم المنظمات بدمج مراقبة الوصول المادي ومراقبة الوصول المنطقي في عرض واحد.

## روابط خارجية
- مراجعة ومقارنة منتجات إدارة السجلات التجارية من InfoWorld